# Aéroport de Daguessa
L'aéroport de Daguessa est un aéroport d’usage public situé près de Daguessa (en) dans le département de Sila au Tchad.